# Encuesta laboral
Las encuestas laborales son herramientas utilizadas por el liderazgo de una organización para obtener retroalimentación y medir el compromiso, la moral y el rendimiento de los empleados. Generalmente respondidas de forma anónima, las encuestas también se utilizan para obtener una imagen holística de los sentimientos de los colaboradores en áreas tales como las condiciones de trabajo, el impacto de supervisión y la motivación que los canales regulares de comunicación pueden no tener. Las encuestas se consideran efectivas a este respecto, siempre que estén bien diseñadas, administradas de manera efectiva, tengan validez y evoquen cambios y mejoras.

## Historia
Las primeras encuestas de empleados, comúnmente conocidas como encuestas de actitud de los empleados, surgieron en empresas industriales en la década de 1920. Entre 1944 y 1947, la Junta Nacional de Asesoramiento Industrial[¿cuál?] vio un salto del 250% en las empresas que optaron por realizar una encuesta de actitud (dentro de un grupo de 3500 empresas). La mayor conciencia en las herramientas de medición con respecto a las actitudes de los empleados se atribuye a la investigación y observación realizadas durante la Segunda Guerra Mundial, que buscaba medir la moral y replicar entornos de alta moral. La Subdivisión de Investigación del Ejército de los Estados Unidos, por ejemplo, realizó encuestas de soldados, que registraron las opiniones de más de medio millón de soldados sobre temas que van desde la calidad de los alimentos hasta la confianza en el liderazgo. Los ejemplos de los primeros métodos de encuesta incluyen cuestionarios impresos, entrevistas directivas y entrevistas no guiadas.

## Usos
Las encuestas de empleados actuales son utilizadas por un estimado del 50 al 75 % de las empresas para evaluar y progresar la salud de la organización en lo que respecta al personal. Esto puede incluir un enfoque en temas como la participación de los empleados, la cultura del lugar de trabajo, el retorno del capital humano (ROHC) y el compromiso.
Las agencias federales de los Estados Unidos están obligadas por ley a realizar una encuesta anual. La Oficina de Administración de Personal declara que la influencia de los empleados es una razón principal para realizar encuestas y declara: “Esta es su oportunidad de influir en el cambio en su agencia. Su participación es voluntaria y sus respuestas son confidenciales. "

## Metodología
Las organizaciones realizan sus propias encuestas, contratan a un proveedor de encuestas o utilizan una combinación de ambas. Los proveedores de encuestas principales han usado tradicionalmente tipos similares de preguntas de encuesta y duración de la encuesta a lo largo de los años y en varias industrias. Las bases de datos de comparación proporcionan rangos estándar en los que se pueden colocar ciertos factores, así como correlaciones entre los factores coexistentes (lo que permite enfatizar el factor con mayor correlación con un resultado deseado). En contraste, el advenimiento del software de encuestas, particularmente los programas en línea, ha dado herramientas de liderazgo organizacional para diseñar y realizar sus propias encuestas. En este caso, el liderazgo conductor es responsable de tabular y evaluar los datos.

### Preguntas
Un componente clave de las encuestas de empleados es el diseño de las preguntas. Las variables en el diseño de la pregunta incluyen:
- Número y secuencia
- Longitud y redacción
- Respuesta cerrada o abierta
- Factual o actitudinal

Las preguntas que son vagas, usan jerga técnica, son relevantes solo para un segmento de encuestados, o usan frases que se interpretan de manera diferente entre audiencias para sabotear la efectividad de la encuesta. Del mismo modo, las respuestas de opción múltiple son una preocupación cuando faltan opciones plausibles, o cuando las opciones son demasiado verbales o demasiado numerosas.